# Bob Shaw
Pour les articles homonymes, voir Shaw et Robert Shaw.
Œuvres principales
- L'Autre Présent
- Série Orbitville

Bob Shaw, né Robert Shaw le 31 décembre 1931 à Belfast en Irlande du Nord et mort le 12 février 1996 à Warrington en Angleterre, est un écrivain britannique, auteur de romans de science-fiction.

## Biographie
Bob Shaw écrit dans Analog Science Fiction, Worlds of If Science Fiction, Galaxy Magazine.
Certains titres sont sortis chez Curtis Magazines, une sous-division des éditions Marvel comics dans Unknown Worlds of Science Fiction.

## Œuvres

### SérieOrbitsville
- (en) Orbitsville, 1975Prix British Science Fiction du meilleur roman 1975.
- (en) Orbitsville Departure, 1983.
- (en) Orbitsville Judgement, 1990.

### SérieLand and Overland
- (en) The Ragged Astronauts, 1986Prix British Science Fiction du meilleur roman 1986.
- (en) The Wooden Spaceships, 1988.
- (en) The Fugitive Worlds, 1989.

### SérieWarren Peace
- (en) Who Goes Here?, 1977.
- (en) Dimensions, 1993.

### Romans indépendants
- (en) Night Walk, 1967.
- (en) The Two-Timers, 1968.
- (en) The Palace of Eternity, 1969.
- (en) Shadow of Heaven, 1969.
- (en) One Million Tomorrows, 1970.
- (en) Ground Zero Man / The Peace Machine, 1971.
- (en) Other Days, Other Eyes, 1972Réédition aux éditions Le Livre de poche, N°7031.
- (en) Tomorrow Lies In Ambush, 1973.
- (en) Cosmic Kaleidoscope, 1976.

### Nouvelles
- (en) Light of Other Days, 1966Nommé au prix Nebula de la meilleure nouvelle courte 1966, plus tard publié dans Nouvelles des siècles futurs aux éditions Omnibus en 2004.
- (en) Call me Dumbo, 1966.
- (en) Element of Chance, 1969.
- Déflation 2001 (1972).